# دانیل اکتور
دانیل اکتور (انگلیسی: Daniel Charge؛ زادهٔ ۱۰ مهٔ ۱۹۸۸) بازیکن فوتبال اهل بریتانیا است.
از باشگاه‌هایی که در آن بازی کرده‌است می‌توان به باشگاه فوتبال بورم‌وود، باشگاه فوتبال سادبوری، باشگاه فوتبال همل همپستید تاون، باشگاه فوتبال والتام فورست، باشگاه فوتبال داگنم و ردبریج، باشگاه فوتبال پوترز بار تاون، باشگاه فوتبال هیتچین تاون، باشگاه فوتبال بیلریکای، و باشگاه فوتبال گرایس اتلتیک اشاره کرد.